# UwU

一个帶腮红的UwU表情符号。

UwU或uwu是代表“可爱”的表情符号；U或u即闭合的双眸；w即嘴巴，通常用于表达各类深情、乖巧或快乐的感觉。类似的表情符号系OwO或owo，但后者更有蕴含惊讶和興奮的意思。这表情符号主要流行于欧美的互联网亚文化区域，有时也是网络迷因。

## 用法
UwU通常用來表達可愛、幸福或溫情，但故意過度使用此表情符號可能會產生煩擾接收者的效果。UwU還有種表示可愛、好奇和困惑，但較前者更有訝異且有時有暗示意味的變體OwO。兩者在獸迷社群很受歡迎，其中OwO常伴隨著「這是什麼？（OwO/owo what's this?）」的回應。

## 歷史
UwU的使用歷史可追溯至2005年的《遊戲王》同人小說《千年積木之魂》（Genie of the Puzzle）中，但這詞的來源不詳，很多人認為其起源自網絡聊天室。到了2014年，已演變成表情符號的UwU通過互聯網傳播到Tumblr成為網路次文化。此外，uwu這詞以「用來表達幸福或溫情的表情符號」的定義，獲收錄到西班牙皇家學院的「文字觀測台」。

### 知名使用例子
在2018年，推特在其自家平台的官方帳號中為了回覆名叫「Kiririn」的用戶，而發了一篇僅有「uwu」一詞的推文。兩年後，獲美國陸軍贊助的電子競技團隊美國陸軍電子競技在推特發佈了一則同樣只有「uwu」一詞的推文，以回應Discord，但旋即遭受大量推特用戶抨擊，指它試圖通過電子遊戲和可愛的網上言論來招募遊戲玩家參軍。事件最終形成一試圖以各種方式，例如貼出常見的網路迷因圖片、帶有反軍隊意味的笑話，或鏈接到美國犯下的戰爭罪行的維基百科條目網址，來讓美國陸軍電子競技的Discord伺服器管理員盡速封鎖自己的熱潮。